# 康斯坦丁尼夫卡 (波洛希区)
47°33′25″N 36°17′25″E / 47.55694°N 36.29028°E
康斯坦丁尼夫卡（羅馬化：Kostiantynivka）是位於烏克蘭東南部的村莊，由扎波羅熱州波洛希區的波洛希市鎮負責管轄。該村始建於1790年，面積2.3平方公里，海拔高度162米，2001年人口372，人口密度每平方公里158.8人。